# エンジェル (バフィーの登場人物)
エンジェル（Angel）は、「バフィー 〜恋する十字架〜」およびスピンオフ作品「エンジェル」に登場するキャラクター。デイヴィッド・ボレアナズがエンジェル役を演じた。

## 人物
- 本名：リーアム
- 別名:アンジェラス、トワイライト[1]

## 略歴
ロンドンの豪商の長男として生まれる。放蕩癖があり、父親から勘当されたあと、路地でダーラと出会い、バンパイアになる。
各地で残虐行為に手を染めたが、ロマの呪いをかけられ魂を得る。
サニーデールではバンパイア・スレイヤーのバフィーと恋に落ちるが、彼女の母親に交際を反対され、ロサンゼルスに移り住む。
ロサンゼルスではコーディリア、ドイルとともに探偵事務所を開く。
『エンジェル』第5シーズンでウルフラム&ハートのCEOとなるが『After the Fall』最終章で辞職する。
その後、バフィーの討伐を決意し、トワイライトと名乗る。

## 家族
ヨーロッパに居住していたとき、妹が1人いた。バンパイアになったあとの家族は以下のとおり。
ダーラ
妻。エンジェルのサイヤー。
コナー
エンジェルとダーラの息子。
コーディリア・チェイス
元恋人バフィーの高校時代の同級生。息子コナーの妻。
ジャスミン
コーディリアとコナーの娘。エンジェルの孫にあたる。

## 身体的特徴
バンパイアであるが故、日光に弱い。しかし、コミック『Aftermath』以降は直射日光でも耐えられる。

## 性格
ひとつの肉体にエンジェルとアンジェラスの2つの人格が同居する。ロマの呪いのため普段アンジェラスの人格は封印されているが、真の幸福を味わったとき呪いは解ける。
エンジェル
性格は温厚で寡黙。
アンジェラス
饒舌なプレイボーイ。ただし、変質者の側面を持つ。

## 友人関係

### ヨーロッパ
マスター
ダーラのサイヤー。
スパイク
エンジェルの弟子。
ドゥルーシラ
エンジェルの愛人。
ジェームズ・ホルツ
エンジェルの親友。
エリザベス
ホルツの恋人。

### サニーデール
バフィー・アン・サマーズ
エンジェルがサニーデールに居住していたころの恋人。
ウィロー・ローゼンバーグ
バフィーの友人。
ルパート・ジャイルズ
バフィーのウォッチャー。

### ロサンゼルス
ケイト・ロックリー
ロス市警の刑事。
ニーナ・アッシュ
現在の恋人。人狼。
ウィニフレッド・バークル
エンジェルが地獄から救出した女子大生。
グウェン・ライデン
コミック『After the Fall』での仕事上のパートナー。
ウェスラー
悪魔。当局からの使い。